# Traitors Gate
Traitors Gate – ósmy album studyjny zespołu Chelsea wydany w sierpniu 1994 przez wytwórnię Weser Label. Materiał nagrano w londyńskim studiu "Mandala".

## Lista utworów
1. "Streets of Anarchy" (M. Sargent) – 3:40
2. "Be What You Want to Be" (R. Miller, N. Austin) – 3:46
3. "Traitor's Gate" (N. Austin) – 4:14
4. "Power for a Day" (N. Austin) – 3:21
5. "Fireworks" (N. Austin) – 4:03
6. "S.a.d." (Chelsea) – 2:31
7. "My Hotel Room" (M. Sargent) – 3:08
8. "Guns in Paradise" (N. Austin) – 3:45
9. "We Dare" (M. Sargent, N. Austin) – 2:38
10. "Floating in the Dark" (N. Austin) – 2:39
11. "This is Now" (M. Sargent) – 2:38
12. "Nightmares" (M. Sargent) – 5:56

## Skład
- Gene October – śpiew
- Nic Austin – gitara
- Rob Miller – gitara
- Mat Sargent – gitara basowa
- Stuart Soulsby – perkusja

produkcja
- Dave Goodman – produkcja